# Ano-novo lunar
O ano novo lunar é o início de um ano civil cujos meses são ciclos lunares, com base no calendário lunar ou calendário lunissolar. É particularmente comemorado em países do Leste e Sudeste Ásiatico (ESEA), sendo influenciado pelo histórico calendário lunissolar chinês. É também uma característica dos calendários do hinduísmo-budistas do sul da Ásia, bem como dos calendários islâmicos e judaicos.

## Celebrações

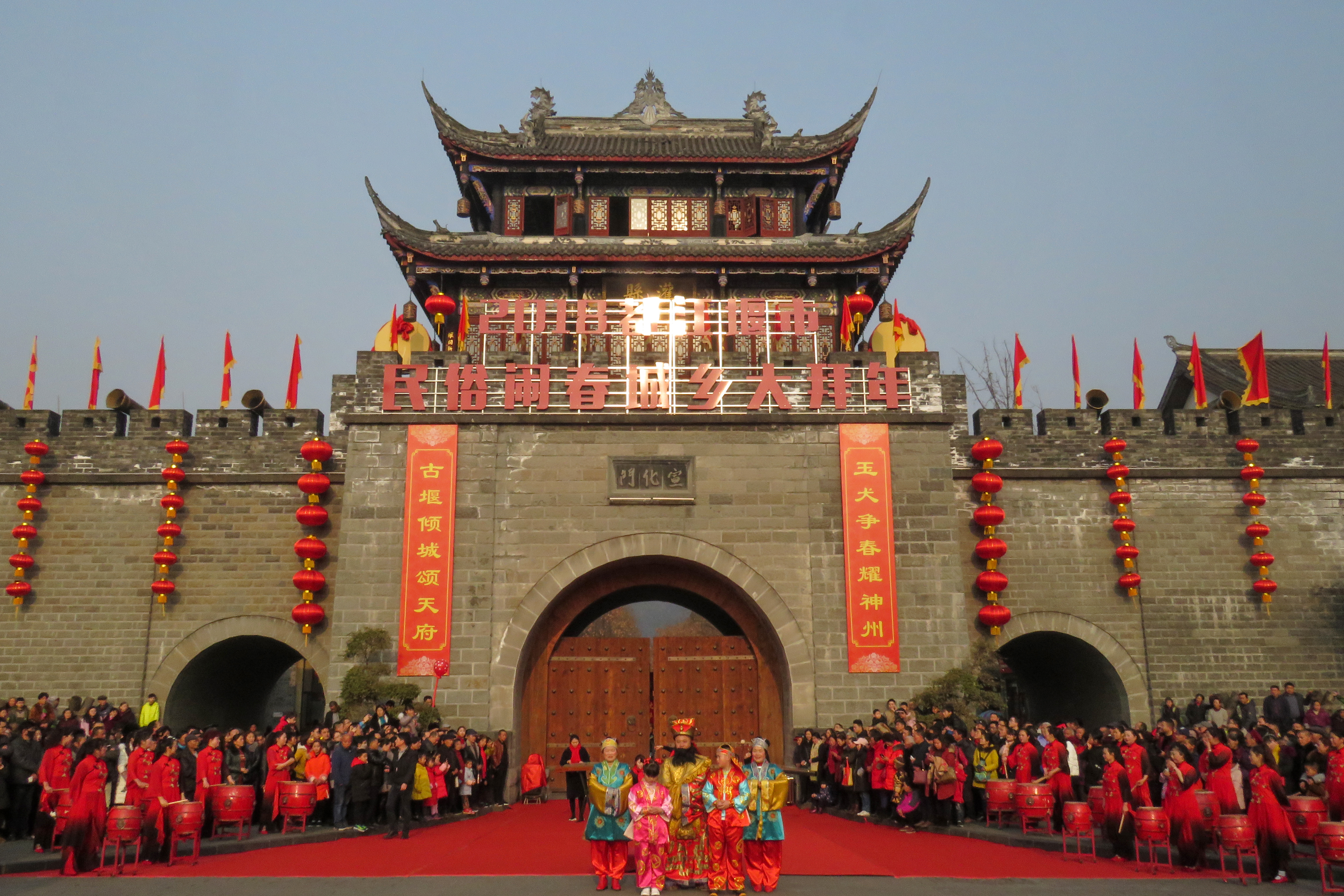
Portão Xuanhua em Dujiangyan

### Leste da Ásia
As celebrações do Ano Novo Lunar da esfera cultural do Leste Asiàtico ocorrem na mesma data em toda a região, na lua nova, que ocorre no final de janeiro ou início de fevereiro, e são baseadas no calendário lunissolar chinês. Compartilhando o mesmo calendário tradicional chinês, também hà celebrações exclusivas de suas próprias culturas, cada uma com suas interpretações e tradições.
- Ano-Novo Chinês (Chinês simplificado: 农历新年;Chinês tradicional: 農曆新年; pinyin: Nónglì Xīnniàn ou Chinês simplificado: 春节; Chinês tradicional: 春節; pinyin: Chūnjié)
- Ano Novo Coreano (Coreano: 설날; RR: Seollal, que se refere a Eumnyeok Seollal (hangul: 음력 설랄; hanja: 陰曆설날)[4][5]
- Ano Novo Vietnamita (em vietnamita:  Tết Nguyên Đán; Hàn-Nôm : 節元旦)[6]

China continental, Hong Kong, Taiwan, Vietnã e Coreia do Sul comemoram o ano novo lunar, além do ano novo solar.
Mongóis e tibetanos celebram o Ano Novo em fevereiro ou início de março, com base nos calendários lunissolares mongol e tibetano intimamente relacionados. Dependendo do ano, o Ano Novo pode coincidir com o Ano Novo chinês, coreano e vietnamita ou ocorrer cerca de um mês depois.
- Ano Novo da Mongólia (em mongol:  Цагаан сар  ; Cagàn sar)[6]
- Mongolian New Year (em mongol:  Цагаан сар; Cagán sar)[6]
- Ano Novo Tibetano[7]

O Japão, com exceção da Okinawa, agora celebra apenas o ano novo solar com os restos da celebração lunar chamado de Pequeno Ano Novo (小正月, koshōgatsu) ocorrendo no 15° dia do primeiro mês lunar.

#### China continental
Antes que a celebração do ano novo fosse formada, os antigos chineses se reuniam e celebravam no final da colheita do outono. No entanto, a celebração não é o Festival de Meio do Outono, durante o qual os chineses se reúnem com a família e adoram a lua. No Clàssico da Poesia, um poema escrito durante o Zhou Ocidental (1045 a.C - 771 a.C), por um fazendeiro anônimo, descreveu como as pessoas limpavam os locais das pilhas de milho, brindavam as convidados com mijiu, matavam os cordeiros e cozinhavam a carne, iam para a casa de seu mestre, brindavam ao mestre por longas vidas juntos, no 10° mês de um antigo calendário solar, que era no outono. Acredita-se que a celebração seja um dos protótipos do Ano Novo Chinês.
A primeira celebração do ano novo chinês datada remonta ao período dos Reinos Combatentes (475 a.C - 221 d.C). Em Lüshi Chunqiu, um ritual excorcista chamado "Big Nuo (大儺)" foi registrado sendo realizado no dia final de um ano para expulsar a doença em Qin (estado). Mais tarde, depois que Qin unificou a China e a dinastia Qin foi fundada, o ritual continuou. Evoluiu para limpar completamente as casas nos dias anteriores ao Ano Novo Chinês.
A primeira menção da celebração do início de um ano novo foi registrada na dinastia Han (202 a.C - 220 d.C). No livro Simin Yueling (四民月令), escrito pelo agrônomo e escritor do Han Oriental Cui Shi (崔寔), a celebração foi registrada afirmando "O dia de início do primeiro mês, é chamado "Zheng Ri". Trago minha esposa e filhos para adorar os ancestrais e homenagear meu pai". Mais tarde, ele escreveu. "Filhos, esposa, netos e bisnetos servem vinho de pimenta aos pais, fazem torradas e desejam boa saúde aos pais. É uma visão próspera." as pessoas também foram às casas de conhecidos e se desejaram um feliz ano novo. Em O Livro do Han Posterior Volume 27, 吴良, um oficial do condado foi registrado indo à casa de seu prefeito com um secretário do governo, brindando ao prefeito e elogiando o mérito do prefeito.

#### Taiwan

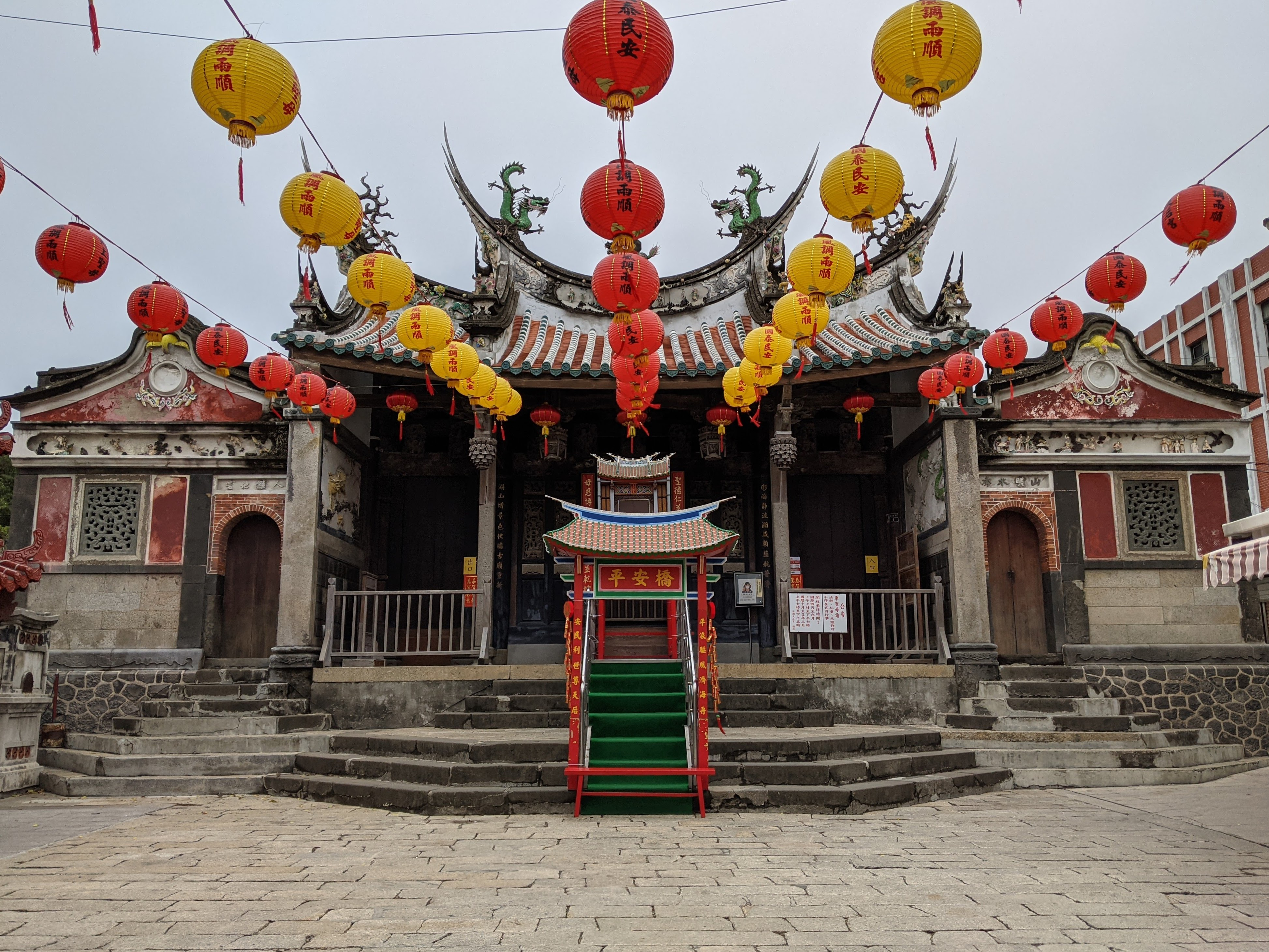
Lanternas vermelhas no Templo Penghu Tianhou, dedicado à deusa chinesa do mar Mazu

Embora haja pouca história registrada de quando o Ano Novo Lunar foi observado pela primeira vez em Taiwan, sabe-se que a população indígena austronésia tinha outras cerimônias e originalmente não celebrava o festival. Provavelmente foi celebrado pela primeira vez pelas populações Hakka ou Hoklo que migraram da China para a ilha a partir do século XVIi.
Devido à população de Taiwan ser quase inteiramente Chinesa Han hoje, bem como suas significativas ligações culturais e étnicas com a China, o Ano Novo Lunar é comemorado em Taiwan de maneira muito semelhante à China, especialmente no que diz respeito às interpretações e tradições. No entanto, nos dias modernos, também pode haver mais foco em visitar templos budistas e taoístas com membros da família extensa. Há também variações notáveis na comida que é ingerida durante este tempo, como o consumo de bolos de abacaxi e outros produtos derivados de abacaxi ou nabos brancos, jà que este último é um homófono para "boa sorte" em Hokkien.

#### Coréia

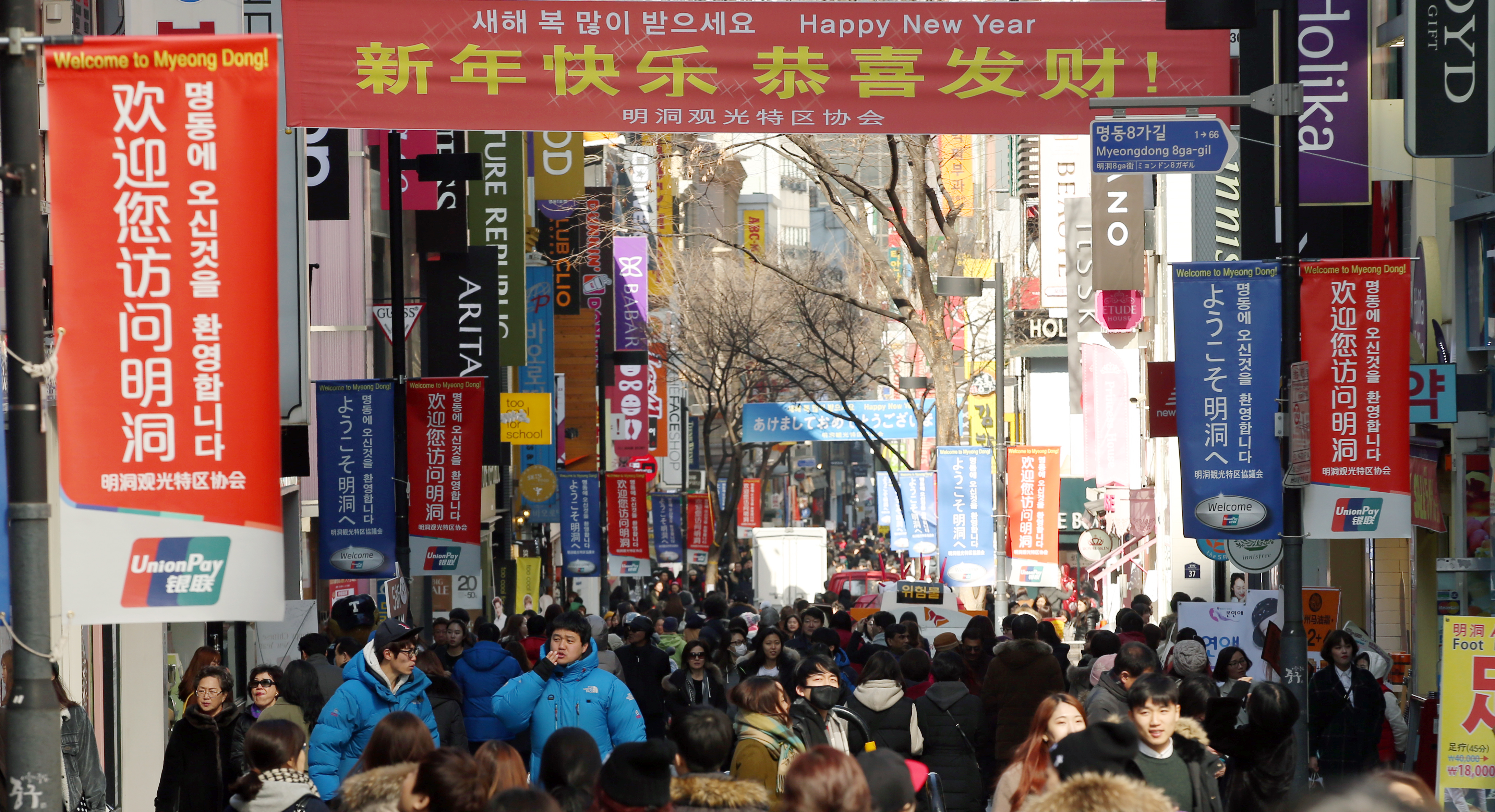
Banners comemorativos em Myeong-dong

As primeiras referências ao Ano Novo coreano são encontradas no século VII em obras históricas chinesas, o Livro de Sui e o Livro antigo de Tang, contendo trechos de celebrações durante o Ano Novo no Reino de Silla, que foi influenciado pelo sistema de calendário da dinastia Tang. O próprio registro da celebração do ano novo da Coreia é encontrado em Samguk yusa (Memorabilia dos Três Reinos), compilado no século XIII. Sob o governo do 21° Rei de Silla, o ano novo foi comemorado em 488 d.C. Em seguida, a celebração do Ano Novo coreano continuou para Goryeo e Joseon.
No século XIII, o Ano Novo coreano era um dos nove principais festivais coreanos que incluíam ritos ancestrais, de acordo com o trabalho histórico coreano, o Goryeosa.
Semelhante aos pacotes vermelhos, o Ano Novo coreano também tende a envolver pacotes brancos, embora os pacotes vermelhos continuem sendo amplamente utilizados.

#### Okinawa
Em contraste com o continente japonês, o Ano Novo Lunar é amplamente comemorado em Okinawa, principalmente devido à cultura e história única das ilhas como o Reino Ryukyu antes de sua anexação pelo Japão com seu extenso comércio com a China, bem como o resto do Sudeste Asiàtico.
Os alunos de Ryukyu frequentemente buscavam seus estudos na China, enquanto os imperadores chineses enviavam conselheiros para ajudar o rei de Ryukyu na construção da nação. Tais influências e traços da cultura chinesa contribuíram posteriormente para o desenvolvimento de uma cultura única de Okinawa, que é altamente influenciada pela cultura chinesa, incluindo a celebração do Ano Novo Lunar hoje, bem como o zodíaco chinês e muito mais.

### Sudeste da Ásia
A seguinte celebração do Ano Novo Lunar do Sudeste Asiático é observada de acordo com o calendário lunissolar local e é influenciada por ambas as tradições budista-hindu.
- Nyepi (Ano Novo Balinês) : Bali, Indonésia
- Rija Nukan (Ano Novo Cham) : Chams[26]
- Songkran (Ano Novo da Tailândia)

A seguinte celebração do Ano Novo Lunar do Sudeste Asiático é observada de acordo com o calendário lunissolar local e é influenciada pelas tradições islâmicas.
- Satu Suro (Ano Novo javanês) : O calendário javanês segue um calendário puramente lunar de 12 meses que retrocede pelos anos do calendário gregoriano e juliano. Como no calendário islâmico, o dia do Ano Novo javanês pode cair em qualquer estação do calendário.

#### Singapura

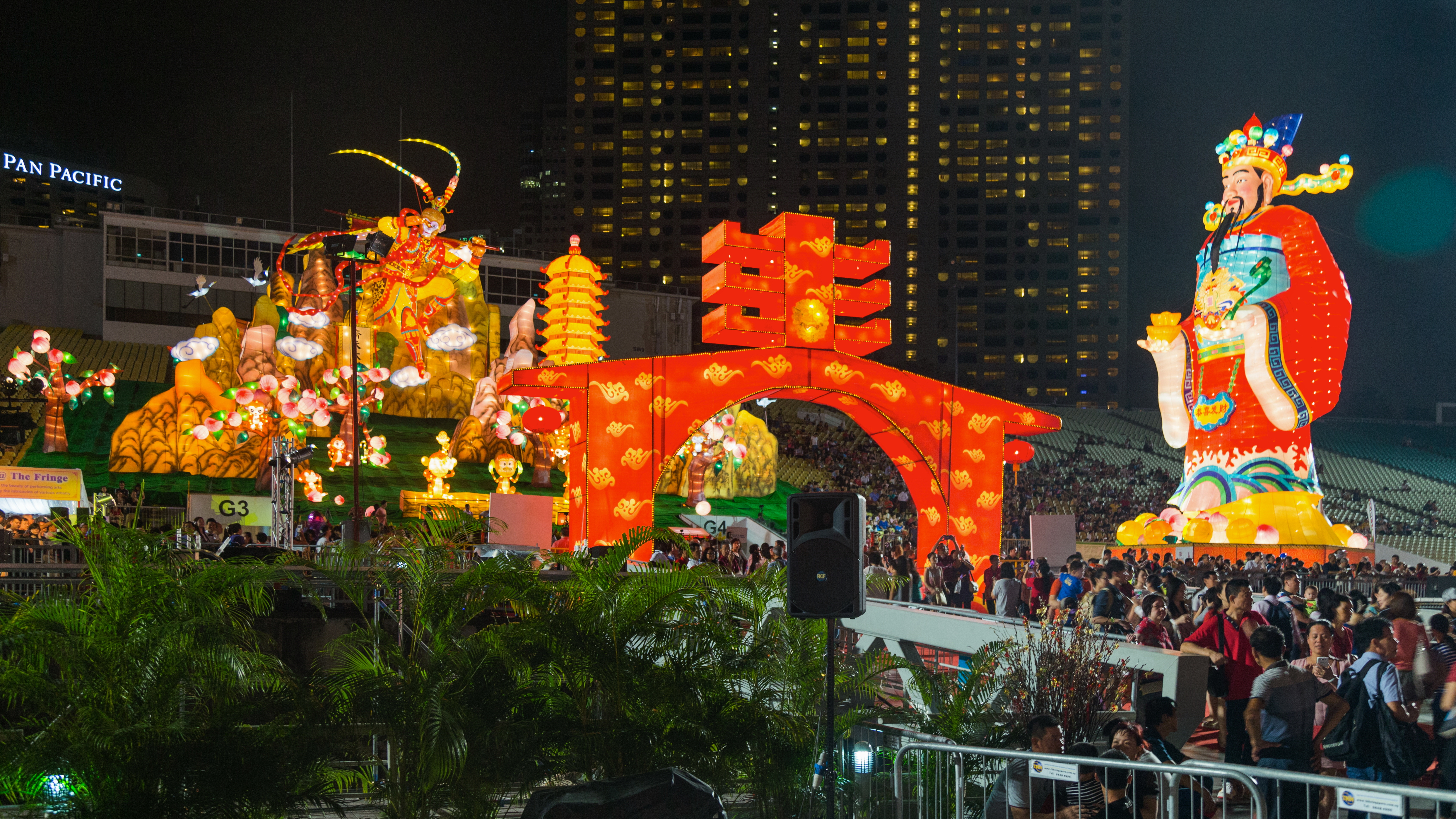
Decorações no Downtown Core de Singapura, conhecido como o evento River Hongbao

O ano novo lunar é oficialmente conhecido como "ano novo chinês" em Singapura, e é oficialmente um feriado de dois dias e não oficialmente uma semana. É comemorado em Singapura principalmente pelos singapurianos chineses que representam três quartos da população. Eles incluem aqueles que são Hokkien, Cantoneses e Teochew do sudeste da China, hainanese da província insular de Hainan, Hakka, um grupo migrante espalhado por toda a China, e Peranakans, que estão na região há mais de 500 anos e também têm ascendências indígena mista.
No entanto, os singapurianos de todas as etnias, em geral, o celebram. Cada etnia tem seu próprio conjunto de tradições, além de criar novas, incorporando elementos de outras culturas, como os malaios e os índios.

#### Malàsia
Tal como Singapura, a Malásia é um país multicultural, mas com uma grande diferença distinta sendo a posição especial para os malaios como parte de Ketuanan Melayu. As três raças dominantes na Malásia são os malaios, os chineses e os indianos. Cada raça tem sua cultura única e festivais habituais. São declarados feriados nas três importantes festas celebradas pelos malaios, chineses e indianos, nomeadamente Hari Raya Puasa, Ano Novo Chinês e Deepavali, respectivamente.
Como o tempo desses três festivais importantes flutua devido à sua dependência dos calendários lunares, eles ocasionalmente ocorrem próximos um do outro - a cada 33 anos para ser exato. Este fenômeno foi nomeado Kongsi Raya (Gongxi Raya), uma junção malaio-singapuriana, denotando os festivais do Ano Novo Chinês e Hari Raya Aidilfitri.

#### Vietnã

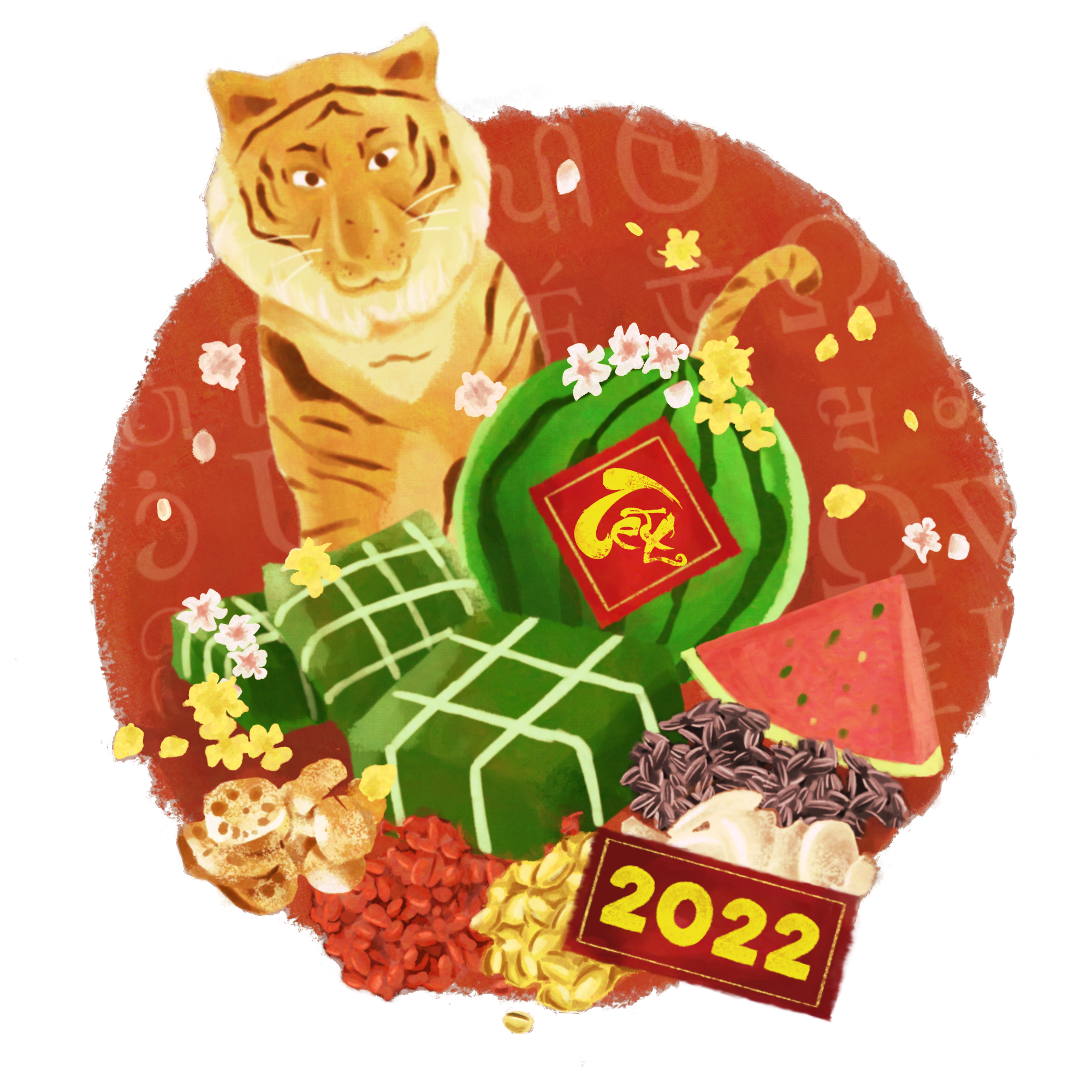
Tết no Vietnã 2022

Acredita-se que a primeira celebração do Ano Novo Lunar no Vietnã foi trazida pelo imperador Triệu Đà (também conhecido como Zhao Tuo), um general da dinastia Qin e fundador de Nam Việt (Nanyue). Em 204 a.C, depois de conquistar os povos Baiyue de Guangdong, Guangxi e norte do vietnã, Triệu Đà estabeleceu o Reino Nam Việt com sua capital em Panyu (agora Guangzhou). Os chineses trouxeram consigo suas próprias políticas, culturas, tradições. O Ano Novo Lunar foi passado para o povo vietnamita e permaneceu relativamente intacto ao longo dos séculos, mesmo após a conquista da soberania vietnamita. A principal diferença entre os calendários lunares chinês e vietnamita é que os vietnamitas substituem o boi e o coelho no calendário chinês pelo bufalo e pelo gato, respectivamente.
O Ano Novo Vietnamita pode ser rastreado até a dinastia Lý (1009 d.C - 1226 d.C). Os vietnamitas muitas vezes celebravam seu feriado de Tết pintando tatuagens em si mesmos, bebendo licor de arroz, comendo nozes de bétele e fazendo bolos Chung, bem como cebolas em conserva. Durante o período do rei Lê Thành Tông (1442 d.C - 1497 d.C). Tết foi considerado um festival significativo no vietnã. O dinheiro da sorte também é dado no Ano Novo Lunar.

### Sul da Ásia
Essas celebrações lunissolares tradicionais do sul da Ásia são observadas de acordo com os calendários lunissolares locais. Eles são influenciados pela tradição indiana, que marca o sistema de meses lunares em um ano sideral solar. Um ano novo solar separado também existe para as regiões indianas que usam meses solares em um ano sideral solar.
- Gudi Padwa : Maharashtra e Goa.[34]
- Ugadi : Andhra Pradesh, Telangana e Karnataka
- Chaitra Navaratri : Norte e Centro da Índia
- Balipratipada : Gujarat, Rajastão
- Cheti Chand : Hindus Sindi
- Navreh : Hindus da Caxemira
- Sajibu Cheiraoba : Manipur
- Mha Puja : Nepal (Newaris)

Os seguintes são influenciados pelo calendário tibetano :
- Galdan Namchot : Ladakh
- Losoong : Sikkim
- Losar : Arunachal Pradesh (Monpas)
- Gyalpo Lhosar : Sherpas
- Tamu Lhosar : Gurungs
- Sonam Lhosar : Tamangs

#### Índia
Vários calendários lunares continuam a ser usados em toda a Índia na vida tradicional e religiosa. No entanto, eles são diferentes do Calendário Lunar do Leste Asiático. As duas celebrações do ano novo Lunar mais comuns na Índia são Diwali e Gudi Padwa/Ugadi/Puthandu.
Nos tempos antigos, a entrada do sol em Aries coincidia com o equinócio. No entanto, devido à precessão axial da Terra, o ano sideral é ligeiramente mais longo que o ano tropical, fazendo com que as datas se afastem gradualmente, Hoje, a entrada do sol em àries ocorre por volta de 18 de abril, de acordo com as definições astronômicas. Alguns calendários tradicionais ainda são marcados pelos movimentos  reais do sol, enquanto outros foram fixados no calendário gregoriano.
A entrada do sol em Áries é conhecida como mesa sankranti em sânscrito, e é observada como Mesha Sankranti e Songkran nas culturas do sul e sudeste asiático.

### Oriente Médio/Ásia Ocidental
As celebrações do Ano Novo Lunar que se originaram no Oriente Médio caem em outros dias:
- O Ano Novo Islâmico do calendário islâmico ou Ano Novo Muçulmano não é lunissolar, mas segue um calendário puramente lunar de 12 meses que retrocede pelos anos do calendário gregoriano e juliano. O dia do Ano Novo muçulmano pode, portanto, cair em qualquer estação do calendário.
- No judaísmo existem até quatro observâncias do ano novo lunar. Como o calendário hebraico é lunissolar, os dias caem sempre na mesma estação.
  - Nisan é o mês da "maturação da cevada", ou "primavera" Aviv /Abib, e o livro de Êxodo 12:1-2, tem Deus instruindo Moisés a ordenar aos israelitas que fixem a lua nova, o 1º dia, de Nisan na primeira, ou lua principal do ano. O talmud em Rosh Hashaná (tratado) 2a chama isso de Rosh Hashaná, o ano novo, para reis e peregrinações. O clímax deste ano novo lunar é o festival da Páscoa, que começa em 15 de Nisan/Abib (Aviv). É também o primeiro dia do ano novo secular no judaísmo e samaritanismo caraíta.
  - 1 Elul corresponde ao Ano Novo dos Dízimos dos Animais na tradição rabínica. Elul é o sexto mês, um feriado de final de verão/início de outono. É a data em que o calendário samaritano avança um ano, na teoria de que 1 Elul comemora a criação da Terra.
  - 1 Tishrei, é chamado Yom teruah, Dia de (trombeta) Toques na Torá escrita, e cai no primeiro do "sétimo mês". É traduzido Festa das Trombetas na maioria das traduções da Bíblia em inglês. Este dia de toques de trombeta também foi chamado de Rosh Hashaná, literalmente "ano novo", no judaísmo rabínico, na teoria de que é Yom haDin, um dia de julgamento universal para todos os filhos de Adão, incluindo os judeus. Assim, o ano novo universal e secular. É a data em que o calendário rabínico avança um ano, na teoria de que 1 Tishrei é o dia em que o mundo nasceu. Rosh Hashaná também inaugura os dez dias conhecidos como Grandes Dias Sagrados / Grandes Feriados ou Dias de Temor, culminando com Yom Kippur ; que é o dia mais sagrado do ano no judaísmo rabínico. Para os samaritanos e caraítas, a Páscoa continua sendo o dia mais sagrado do ano.
  - Tu BiShvat é o Ano Novo das Árvores no Judaísmo Rabínico. É um feriado festivo em vez de um dia santo
- Ebionitas ano novo
- Nazareno (seita) ano novo

### América do Norte
Hobiyee, também escrito Hoobiyee, Hobiyee, Hobiiyee e Hoobiiyee, é o ano novo Nisg̱a'a celebrado todo fevereiro/março. Nisg̱a'a são povos indígenas do Canadá. Significa o surgimento da primeira lua crescente e começa o mês Buxw-laḵs. As celebrações de Hobiyee são feitas por Nisg̱a'a onde quer que estejam localizadas, mas as maiores celebrações são na própria Nisg̱a'a e em áreas com grande presença de Nisg̱a'a como Vancouver.